# Miguel Pérez Torres
Miguel Pérez Torres (Tudela, 8 de mayo de 1894-Pamplona, 15 de abril de 1951) fue un pintor español que destacó como retratista y paisajista. Junto con Nicolás Esparza, una generación anterior a la suya, contribuyó al desarrollo del nivel artístico en la Ribera de Navarra en el período entre los siglos XIX y XX, al cual se sumarán otros artistas como Jesús Basiano, José Serrano Amatriain, Rosa Iribarren o Florentino Andueza. Forma parte de la generación de pintores de Navarra nacidos en esas fechas como Crispín Martínez, Gerardo Sacristán (riojano que trabajó muchos años en Pamplona), Antonio Cabasés, Emilio Sánchez Cayuela "Gutxi", Leocadio Muro Urriza y Pedro Lozano de Sotés, así como de la esposa de este último, Francis Bartolozzi, nacida en Madrid, pero que desarrollará gran parte de su obra en Navarra.

## Biografía
Miguel Pérez Torres, nació en Tudela (Navarra) el 8 de marzo de 1894. Sus padres, Juan Pérez y Magdalena Torres, oriundos de lo localidad riojana de Cervera del Río Alhama, no tenían antecedentes artísticos, eran propietarios de un almacén de frutas y hortalizas. Así que su formación inicial es autodidacta, retratando al pastel a viejos y hortelanos sentados en el banco del almacén de su padre.
Su infancia transcurre con normalidad en su localidad natal. A sus 25 años era empleado del Crédito Navarro en Tudela. A causa de una fuerte neurastenia, el médico de Zaragoza, doctor Jimeno Riera, le aconsejó pintar para calmar su carácter nervioso y por prescripción facultativa lo envió al Valle de Baztán en el norte de Navarra. En 1918, con 24 años, llega a Baztán donde conoce al maestro Javier Ciga. Este pintor, además de realizar un retrato suyo conservado en el Ayuntamiento de Tudela, le ayudó en su vocación artística. Hasta entonces Pérez Torres había tenido una formación eminentemente autodidacta, y con Ciga recorre el valle pintando sus paisajes. El mismo Ciga, que había tenido como maestro Inocencio García Asarta, otro pintor costumbrista, le conducirá a explorar el retrato con mayor profundidad y mejor ejecución.
En febrero de 1919, hizo su primera exposición en el Salón de Arte Moderno de Madrid. En 1920 la Diputación Foral de Navarra le concede una beca para estudiar en la Escuela de Artes y Oficios de Barcelona, tiene como maestro a José Mongrell, pintor valenciano influenciado por Sorolla.
En 1921 expuso por primera vez en Madrid donde son bien acogidas sus obras. En 1922 presenta dos pinturas en la Exposición Nacional de Bellas Artes obteniendo la tercera medalla honorífica por su cuadro La confesión del capuchino. También es en este año cuando expone en Tudela por primera vez, en los salones de Castel Ruiz.
En 1924, en los bajos del Teatro Olimpia de Pamplona, presenta su obra. La Diputación Foral de Navarra le concede otra beca al año siguiente que le permite estudiar en Madrid.
Desde 1925 hasta 1930, permanece en Madrid, donde estudia en la Real Academia de las Bellas Artes de San Fernando siendo discípulo de Francisco Alcántara. Allí conoció al crítico Luis Domenech, que le descubrió el Museo del Prado y a José Francés. Vieron en sus obras a un continuador de la escuela clásica de Velázquez, Goya o Zurbarán. Es también en esta época cuando se trata asiduamente en Madrid la colitis que acabará, años más tarde, con su vida.
Al acabar sus estudios, en 1933, regresó a Tudela y empezó a trabajar como profesor, en el Instituto de Tudela. Su pasión por la enseñanza, hizo que su trabajo de pintor disminuyera. 
En 1937, se instala en Pamplona donde consigue la Cátedra de Dibujo en el Instituto bachillerato femenimo de Príncipe de Viana. En 1941, entra como docente en la Escuela de Artes y Oficios de Pamplona, sustituyendo a Enrique Zubiri. Compaginará ambas actividades hasta su fallecimiento el 14 de abril de 1951 en su domicilio de la calle San Nicolás de Pamplona.
En 1950 realiza su última exposición en los salones de la Diputación Foral. En sus últimos días, postrado en la cama, es visitado por dos buenos paisanos amigos, José María Iribarren y Fernando Remacha. Iribarren escribirá sobre él:

«Era un hombre delicado y sensible, humorista y filósofo. De todas formas un tipo original, singularísimo. ¿Qué tenía rarezas?, ¿qué artista no las tiene?. Un artista tiene derecho a ser distinto de los demás mortales (...) No tuvo vanidades ni ambiciones. Fue un hombre bueno, sobrio y sencillo, que le pidió poco a la vida y que se contentó con pocas cosas»
José María Iribarren, Pregón, 1965

## Obra
En sus obras, aparte del sentido costumbrista, parece advertirse en ocasiones una intencionalidad simbólica. Con todo su pintura continuo con el arte tradicional, de notable calidad técnica, fijándose en el dibujo, la composición y el modelado al mismo tiempo que en la aplicación de un color al natural.
Su producción se concentra prácticamente entre 1915 y 1930. Es en la década de 1920, cuando realiza sus trabajos más destacados, escenas de viejos, hortelanos y capuchinos. 
- Autorretrato, 1917-1930;
- Retrato de su padre, 1917-1930;
- El Cristero, 1919
- El Malagueño, 1919
- La confesión del capuchino, 1922;
- En la Ribera de Navarra, 1922;
- La Vendedora de Verduras,
- Moza de Elizondo
- Retrato de Pilar Calvo, 1930-1951

También pinta escenas domésticas y de interior de tabernas. Como paisajista, frente al paisaje más montañés de Ciga, Pérez Torres pinta aspectos más riberistas, es decir, de Tudela, de la Ribera de Navarra, del Ebro y de todas sus gentes «hortelanos y frailes, campesinos y vendedores de hortalizas». Abre una senda que será frecuentada con posterioridad por pintores como José María Monguilot, Antonio Loperena Eseverri o César Muñoz Sola.